# Хоростковский спиртовой завод
Хоростковский спиртовой завод (укр. Хоростківський спиртовий завод) — предприятие пищевой промышленности в городе Хоростков Тернопольской области.

## История
Небольшой спиртзавод действовал в Хоросткове с начала 1930х годов, но после начала второй мировой войны остановил производственную деятельность (в это время его производственные мощности составляли 40 декалитров спирта в сутки).
В сентябре 1939 года завод был восстановлен и возобновил работу как государственное предприятие.
Во время Великой Отечественной войны завод пострадал в ходе боевых действий и немецкой оккупации города (5 июля 1941 — 19 марта 1944). В соответствии с четвёртым пятилетним планом восстановления и развития народного хозяйства СССР завод был восстановлен.
В дальнейшем, завод был реконструирован и расширен, а в 1967 году — преобразован в спиртовой комбинат, ставший крупнейшим предприятием Тернопольского спиртотреста.
В 1970 году предприятие произвело 917,8 тыс. декалитров этилового спирта-ректификата высшего качества, 1876 тонн пекарских дрожжей и 341,6 тонн углекислоты.
В 1972 году завод произвёл 1113 тыс. декалитров спирта (в том числе, 1096 тыс. декалитров спирта-ректификата высшего качества), 3443 тонны пекарских дрожжей и 683 тонны углекислоты.
В советское время спиртзавод входил в число крупнейших предприятий города.
В марте 1995 года Верховная Рада Украины внесла завод в перечень предприятий, приватизация которых запрещена в связи с их общегосударственным значением.
После создания в июне 1996 года государственного концерна спиртовой и ликеро-водочной промышленности «Укрспирт», завод был передан в ведение концерна «Укрспирт».
В январе 2000 года Кабинет министров Украины разрешил заводу производство компонентов для моторного топлива, в июле 2000 года была утверждена государственная программа «Этанол», предусматривавшая расширения использования этилового спирта в качестве энергоносителя, вместе с другими государственными спиртзаводами Хоростковский спиртзавод был включён в перечень исполнителей этой программы.
В 2008—2009 гг. на территории предприятия была построена установка для производства биоэтанола (производственной мощностью 160 декалитров биотоплива в сутки), но начавшийся в 2008 году экономический кризис осложнил положение завода и до конца марта 2010 года установка не была введена в эксплуатацию.
В июле 2010 года государственный концерн «Укрспирт» был преобразован в государственное предприятие «Укрспирт», завод остался в ведении ГП «Укрспирт».
В 2011 году в связи со снижением спроса на спирт завод работал только три месяца, но в 2012 году положение стабилизировалось и завод произвёл 1,2 млн декалитров спирта.
В 2014 году спиртзавод остановил производство. В мае 2018 года началась модернизация производственных мощностей предприятия.
В 2020 году было принято решение о приватизации предприятий спиртовой промышленности, 15 октября 2020 года Фонд государственного имущества Украины объявил о начале аукциона. 30 ноября 2020 года завод был продан за 55 млн гривен.